# Australische Frauen-Cricket-Nationalmannschaft in Neuseeland in der Saison 2012/13
Die Tour der neuseeländischen Cricket-Nationalmannschaft nach Australien in der Saison 2012/13 fand vom 12. Dezember 2012 bis zum 24. Januar 2013 statt. Die internationale Cricket-Tour war Bestandteil der Internationalen Cricket-Saison 2012/13 und umfasste vier WODIs und drei WTwenty20s. Australien gewann die WODI-Serie mit 3–1 und Neuseeland die WTwenty20-Serie mit 2–1.

## Vorgeschichte
Für beide Mannschaften war es die erste Tour der Saison. Das letzte Aufeinandertreffen der beiden Mannschaften bei einer Tour fand in der Saison 2011/12 in Australien statt.

## Stadien
Die folgenden Stadien wurden für die Tour als Austragungsort vorgesehen.
| Stadion               | Stadt     | Kapazität | Spiele       |
| --------------------- | --------- | --------- | ------------ |
| Junction Oval         | Melbourne | 7.000     | 1. – 3. WT20 |
| Sydney Cricket Ground | Sydney    | 48.000    | 1. WODI      |
| North Sydney Oval     | Sydney    | 16.500    | 2. – 4. WODI |

## Kaderlisten
| WODI | WODI | WTwenty20 | WTwenty20 |
| Australien | Neuseeland | Australien | Neuseeland |
| --- | --- | --- | --- |
| - Jodie Fields (K, wk) - Alex Blackwell (VK) - Jess Cameron - Sarah Coyte - Rachael Haynes - Alyssa Healy (wk) - Jess Jonassen - Meg Lanning - Sharon Millanta - Erin Osborne - Ellyse Perry - Leah Poulton - Lisa Sthalekar | - Suzie Bates (K) - Amy Satterthwaite (VK) - Erin Bermingham - Nicola Browne - Rachel Candy - Sophie Devine - Lucy Doolan - Frances Mackay - Katey Martin (wk) - Sara McGlashan - Morna Nielsen - Katie Perkins - Rachel Priest (wk) - Sian Ruck | - Jodie Fields (K, wk) - Alex Blackwell (VK) - Jess Duffin - Renee Chappell - Sarah Coyte - Holly Ferling - Rachael Haynes - Alyssa Healy (wk) - Julie Hunter - Jess Jonassen - Meg Lanning - Ellyse Perry - Megan Schutt - Lisa Sthalekar | - Suzie Bates (K) - Amy Satterthwaite (VK) - Nicola Browne - Rachel Candy - Sophie Devine - Natalie Dodd - Lucy Doolan - Frances Mackay - Sara McGlashan - Morna Nielsen - Katie Perkins - Rachel Priest (wk) - Sian Ruck - Lea Tahuhu |

## Women’s One-Day Internationals

### Erstes WODI in Sydney
| 12. Dezember Scorecard | Sydney (SCG) | Australien 248 (48.1)            | – | Neuseeland 252-2 (44.5) |
|                        |              | Neuseeland gewinnt mit 8 Wickets |   |                         |

Australien gewann den Münzwurf und entschied sich als Schlagmannschaft zu beginnen. Als Spielerin des Spiels wurde Suzie Bates ausgezeichnet.

### Zweites WODI in Sydney
| 14. Dezember Scorecard | Sydney (NSO) | Neuseeland 288-6 (50)            | – | Australien 289-6 (46.4) |
|                        |              | Australien gewinnt mit 4 Wickets |   |                         |

Australien gewann den Münzwurf und entschied sich als Feldmannschaft zu beginnen. Als Spielerin des Spiels wurde Amy Satterthwaite ausgezeichnet.

### Drittes WODI in Sydney
| 17. Dezember Scorecard | Sydney (NSO) | Neuseeland 177 (45.4)            | – | Australien 178-1 (21.2) |
|                        |              | Australien gewinnt mit 9 Wickets |   |                         |

Australien gewann den Münzwurf und entschied sich als Feldmannschaft zu beginnen. Als Spielerin des Spiels wurde Meg Lanning ausgezeichnet.

### Viertes WODI in Sydney
| 19. Dezember | Sydney (NSO) | Australien 267-9 (50)         | – | Neuseeland 260-8 (50) |
|              |              | Australien gewinnt mit 7 Runs |   |                       |

Australien gewann den Münzwurf und entschied sich als Feldmannschaft zu beginnen. Als Spielerin des Spiels wurde Amy Satterthwaite ausgezeichnet.

## Women’s Twenty20 Internationals

### Erstes WTwenty20 in Melbourne
| 20. Januar Scorecard | Melbourne (JO) | Australien 151-7 (20)            | – | Neuseeland 152-4 (19.4) |
|                      |                | Neuseeland gewinnt mit 6 Wickets |   |                         |

Neuseeland gewann den Münzwurf und entschied sich als Feldmannschaft zu beginnen. Als Spielerin des Spiels wurde Meg Lanning ausgezeichnet.

### Zweites WTwenty20 in Melbourne
| 22. Januar Scorecard | Melbourne (JO) | Neuseeland 132-6 (20)            | – | Australien 135-5 (19.5) |
|                      |                | Australien gewinnt mit 5 Wickets |   |                         |

Neuseeland gewann den Münzwurf und entschied sich als Schlagmannschaft zu beginnen. Als Spielerin des Spiels wurde Meg Lanning ausgezeichnet.

### Drittes WTwenty20 in Melbourne
| 24. Januar Scorecard | Melbourne (JO) | Australien 134-5 (20)            | – | Neuseeland 136-3 (18.1) |
|                      |                | Neuseeland gewinnt mit 7 Wickets |   |                         |

Neuseeland gewann den Münzwurf und entschied sich als Schlagmannschaft zu beginnen. Als Spielerin des Spiels wurde Suzie Bates ausgezeichnet.

## Auszeichnungen

### Player of the Series
Als Player of the Series wurden der folgende Spieler ausgezeichnet.
| Serie | Player of the Series |
| ----- | -------------------- |
| WODI  | Amy Satterthwaite    |
| WT20  | Meg Lanning          |

### Player of the Match
Als Player of the Match wurden die folgenden Spielerinnen ausgezeichnet.
| Spiel   | Player of the Match |
| ------- | ------------------- |
| 1. WODI | Suzie Bates         |
| 2. WODI | Amy Satterthwaite   |
| 3. WODI | Meg Lanning         |
| 3. WODI | Amy Satterthwaite   |
| 1. WT20 | Meg Lanning         |
| 2. WT20 | Meg Lanning         |
| 3. WT20 | Suzie Bates         |

## Statistiken
Die folgenden Cricketstatistiken wurden bei dieser Tour erzielt.

### WODIs
| Tests             | Tests      | Tests   | Tests   | Tests   | Tests   | Tests   | Tests   | Tests   |
| Batting           | Batting    | Batting | Batting | Batting | Batting | Batting | Batting | Batting |
| Spieler           | Mannschaft | Spiele  | Innings | Runs    | Average | HS      | 100s    | 50s     |
| ----------------- | ---------- | ------- | ------- | ------- | ------- | ------- | ------- | ------- |
| Meg Lenning       | Australien | 4       | 4       | 300     | 75,00   | 103     | 1       | 2       |
| Suzie Bates       | Neuseeland | 4       | 4       | 274     | 91,33   | 122*    | 1       | 2       |
| Amy Satterthwaite | Neuseeland | 4       | 4       | 112     | 63,50   | 109     | 1       | 1       |
| Nicola Browne     | Neuseeland | 4       | 3       | 108     | 37,33   | 63      | 0       | 1       |
| Jess Duffin       | Australien | 3       | 3       | 103     | 36,00   | 66      | 0       | 1       |
| Bowling           |            |         |         |         |         |         |         |         |
| Spieler           | Mannschaft | Spiele  | Overs   | Wickets | Average | BBI     | 5W      | 10W     |
| Morna Nielsen     | Neuseeland | 4       | 24.0    | 5       | 24,40   | 3/36    | 0       | 0       |
| Erin Osborne      | Australien | 4       | 36.0    | 5       | 31,00   | 3/32    | 0       | 0       |
| Rachel Candy      | Neuseeland | 4       | 30.2    | 4       | 40,75   | 4/35    | 0       | 0       |
| Lea Tahuhu        | Neuseeland | 1       | 10.0    | 3       | 15,66   | 3/47    | 0       | 0       |
| Amy Satterthwaite | Neuseeland | 4       | 10.0    | 3       | 19,66   | 3/59    | 0       | 0       |
| Sarah Coyte       | Australien | 3       | 22.0    | 3       | 37,33   | 2/55    | 0       | 0       |
| Ellyse Perry      | Australien | 3       | 26.0    | 3       | 40,00   | 2/44    | 0       | 0       |
| Sharon Millanta   | Australien | 3       | 24.5    | 3       | 54,33   | 1/42    | 0       | 0       |
| Sian Ruck         | Neuseeland | 4       | 33.1    | 3       | 62,66   | 2/37    | 0       | 0       |

### WTwenty20s
| Tests             | Tests      | Tests   | Tests   | Tests   | Tests   | Tests   | Tests   | Tests   |
| Batting           | Batting    | Batting | Batting | Batting | Batting | Batting | Batting | Batting |
| Spieler           | Mannschaft | Spiele  | Innings | Runs    | Average | HS      | 100s    | 50s     |
| ----------------- | ---------- | ------- | ------- | ------- | ------- | ------- | ------- | ------- |
| Suzie Bates       | Neuseeland | 3       | 3       | 141     | 47,00   | 67      | 0       | 1       |
| Meg Lanning       | Australien | 2       | 2       | 140     | 70,00   | 76      | 0       | 2       |
| Amy Satterthwaite | Neuseeland | 3       | 3       | 62      | 20,66   | 44      | 0       | 0       |
| Nicola Browne     | Neuseeland | 3       | 2       | 60      | 60,00   | 34*     | 0       | 0       |
| Alex Blackwell    | Australien | 3       | 3       | 56      | 18,66   | 29      | 0       | 0       |
| Bowling           |            |         |         |         |         |         |         |         |
| Spieler           | Mannschaft | Spiele  | Overs   | Wickets | Average | BBI     | 5W      | 10W     |
| Frances Mackay    | Neuseeland | 3       | 9.0     | 4       | 18,50   | 2/28    | 0       | 0       |
| Ellyse Perry      | Australien | 3       | 12.0    | 4       | 19,25   | 2/21    | 0       | 0       |
| Morna Nielsen     | Neuseeland | 2       | 8.0     | 3       | 11,33   | 2/25    | 0       | 0       |
| Lea Tahuhu        | Neuseeland | 3       | 10.0    | 3       | 14,00   | 1/6     | 0       | 0       |
| Megan Schutt      | Australien | 3       | 8.0     | 3       | 19,33   | 2/20    | 0       | 0       |